# Rio Atibaia
Le rio Atibaia est un cours d'eau de l'État de São Paulo dans le sud-est du Brésil.

## Géographie

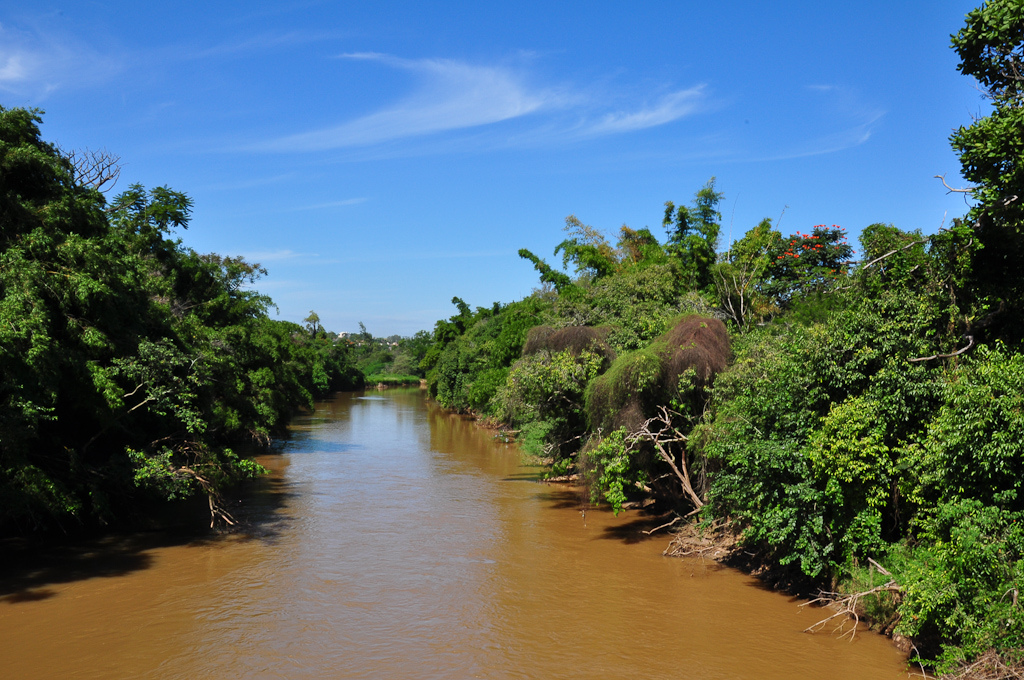
Vue du pont sur la rivière Atibaia à Paulinia.

Long de 165 km, son bassin est de 2 931 km2 et son débit à la confluence est de 31 m3/s.